# Levantamiento hidrográfico
Un levantamiento hidrográfico —o también relevamiento hidrográfico en Argentina y Uruguay— es la ciencia de la medición y la descripción de las características que afectan a la navegación marítima, construcción naval, el dragado, las actividades de exploración y perforación de petróleo en alta mar y afines. Se hace especial hincapié en los sondeos, las costas, las mareas, las corrientes, el fondo marino y los obstáculos sumergidos que se relacionan con las actividades anteriormente mencionadas. En ocasiones se utiliza el término hidrografía como sinónimo para describir la cartografía marítima, que en las etapas finales del proceso hidrográfico utiliza los datos originales recopilados a través de los levantamientos hidrográficos en información utilizable por el usuario final. 
La hidrografía se recoge en normas que varían dependiendo de la autoridad, como la Organización Hidrográfica Internacional. Tradicionalmente realizados por buques con líneas de sondeo o ecosondas, se utilizan cada vez más  aviones y sofisticados sistemas de sensores electrónicos en aguas poco profundas.

## Proceso
La topografía moderna depende tanto del software como del hardware. En aguas poco profundas se puede utilizar LIDAR. El equipo se puede instalar en embarcaciones inflables, tales como Zodiacs, pequeñas embarcaciones, AUV (vehículos submarinos autónomos), UUV (vehículos submarinos no tripulados) o grandes buques, y pueden incluir equipos de barrido lateral, haz simple y multihaz. Hubo un tiempo en que se utilizaban diferentes métodos de recolección de datos y estándares en la recogida de datos hidrográficos para la seguridad marítima y para las cartas batimétricas científicos o de ingeniería. Sin embargo, en la actualidad cada vez más se recoge información bajo un mismo estándar y se extrae para el uso específico.